# إلهام أبو السعود
إلهام أبو السعود (1931- 15 أبريل 2025)، هي أول وأقدم مؤلفة وملحنة سورية.

## سيرتها
ولدت الملحنة إلهام أبو السعود، في دمشق عام 1931، وحصلت على شهادة دبلوم من المعهد العالي للتربية الموسيقية في جامعة حلوان في مصر عام 1960، بدرجة جيد جدا. ومنذ ذلك الحين، بدأت رحلة طويلة مع الموسيقى امتدت إلى أكثر من 70 عاما، كانت فيها مُحاضِرة في معاهد التربية الموسيقية في دمشق، وعضوة المجمع الموسيقي العربي ولجنته للفنون الشعبية الفولكلورية. وقدمت أبو السعود، ألحان 270 أغنية للأطفال> انضمت أبو السعود لقسم الملحنين في نقابة الفنانين السوريين منذ سبعينيات القرن العشرين، وحصدت خلال مسيرتها الطويلة، العديد من جوائز التكريم.

## وفاتها
توفيت 15 أبريل 2025.